# Pereskia lychnidiflora
El árbol del matrimonio (Pereskia lychnidiflora) es una cactácea que habita en México y Centroamérica. Es una cactácea de aspecto de árbol de hasta 15 m de alto. Su tallo joven es monopódico y al madurar se ramifica. Tiene areolas y espinas conspicuas. Dentro de las cactáceas es de las únicas que conservan sus hojas que miden de 1 a 10 cm.
Sus flores Tienen tintes anaranjado a rojo ladrillo y el fruto es ancho, globoso y rojizo. Habita en bosques tropicales caducifolios de México en las costas de Oaxaca y Guerrero, desde los 0 a los 1000 metros de altitud.

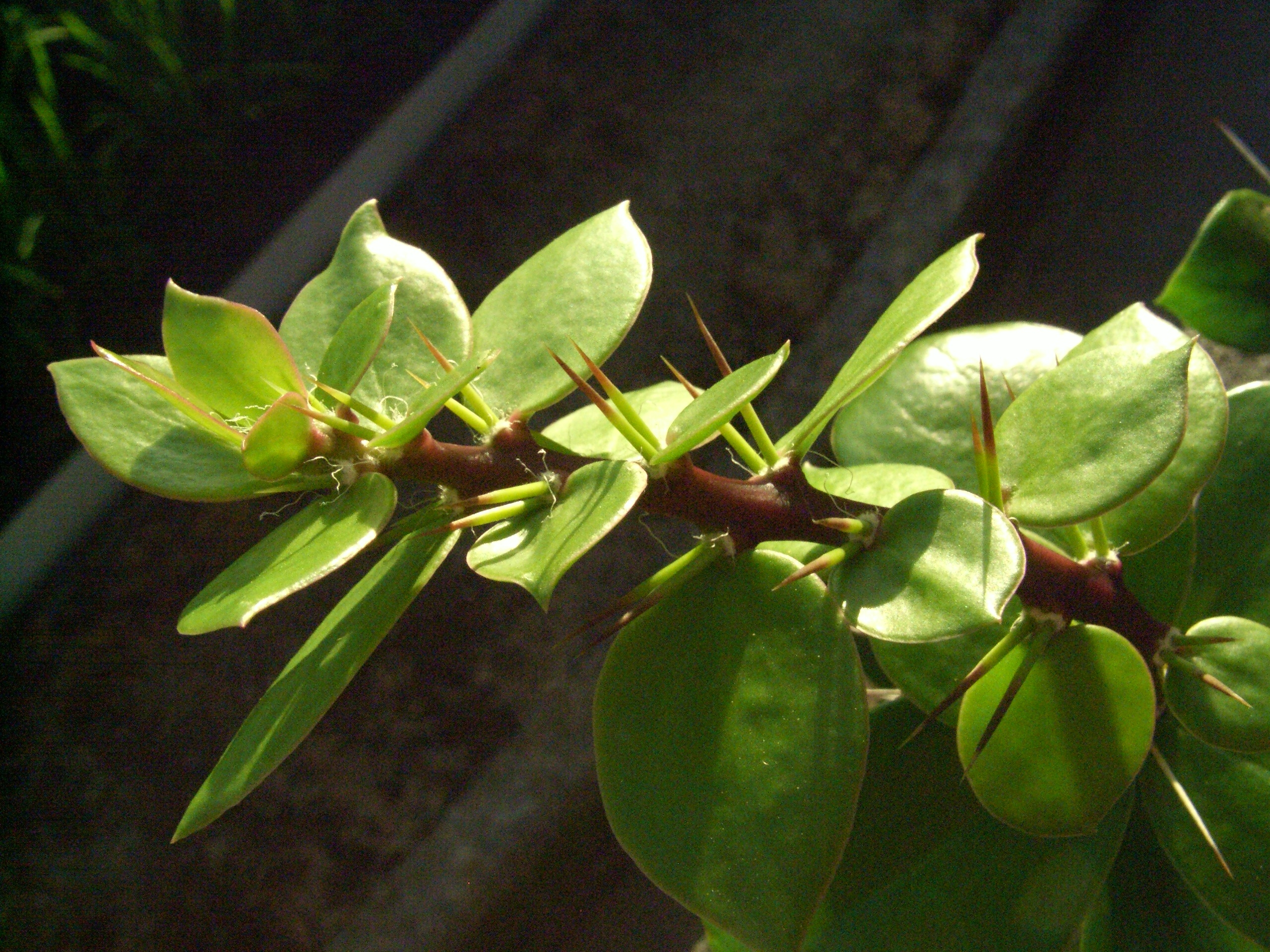
Hojas y espinas

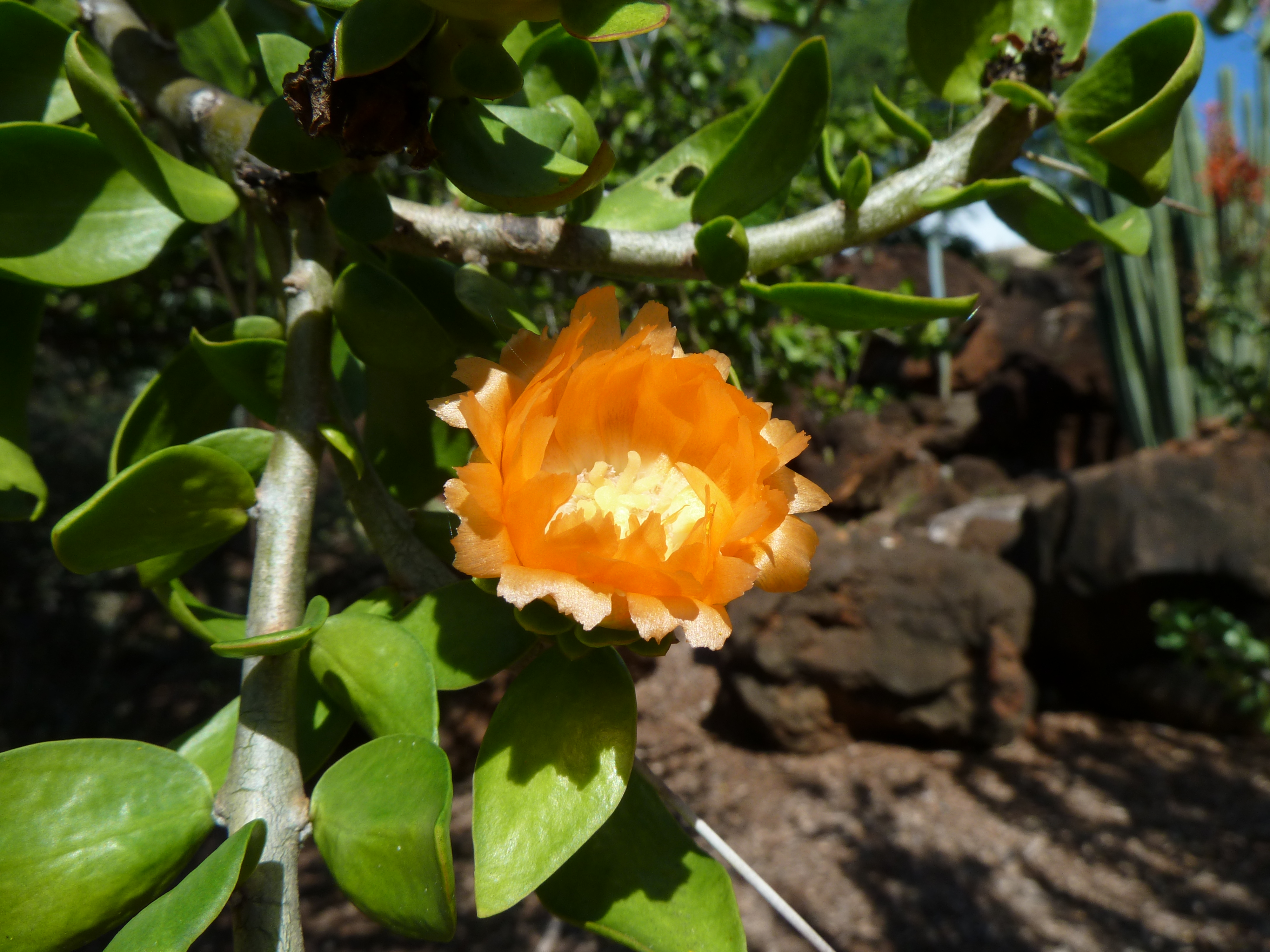
Flor

## Descripción
Son arbustos o árboles, que alcanzan un tamaño de 3–6 (10) m de alto, tronco distinto, espinoso, ramas y ramitas gruesas; aréolas con 1 (2) espinas de 10–70 mm de largo, grises, ocasionalmente con cerdas contortas de 10–15 mm de largo, blancas. Hojas obovadas, de 1.5–6.5 cm de largo y 1–3 cm de ancho, ápice obtuso o agudo, base cuneada; pecíolo 1–3 mm de largo.
Flores solitarias, terminales, de 2–4 cm de largo; partes sepaloides del perianto de 3–5 mm de largo y 3–6 mm de ancho, verdes; partes petaloides del perianto 1–2 cm de largo y 0.8–1.2 cm de ancho, emarginadas, laciniadas o dentadas, rojas a rojo-anaranjadas cuando en yema, amarillo-anaranjadas en la antesis; ovario con 10–20 escamas foliáceas, elípticas a suborbiculares, 4–20 mm de largo, estilo ca 1 cm de largo, lobos del estigma ca 8. Frutos globosos, 3–4 cm de largo, amarillos a anaranjados; semillas 3 mm de largo y 2 mm de grueso.

## Distribución y hábitat
Especie común en los bosques secos, caducos, a veces cultivada, zonas pacífica y norcentral; 100–700 m; se encuentra desde el sur de México hasta Panamá

## Taxonomía
Pereskia lychnidiflora fue descrita por  Augustin Pyrame de Candolle y publicado en Mémoires du Muséum d'Histoire Naturelle 17: 75–76, t. 18. 1828.
Etimología
Pereskia: nombre genérico llamado así en honor a Nicolas-Claude Fabri de Peiresc, botánico francés del siglo XVI, por quien también se nombró a la subfamilia Pereskioideae.
lychnidiflora: epíteto de la palabra griega: lychnos, λυχνοϛ = "luminoso" y el sufijo latino florus = "flor", en alusión a sus flores luminosas.
Sinonimia
- Cactus fimbriatus Moç. & Sessé ex DC.
- Opuntia golziana K. Schum.
- Opuntia pititache (Karw. ex Pfeiff.) F.A.C. Weber
- Pereskia autumnalis (Eichlam) Rose
- Pereskia calandriniaefolia Link & Otto ex Salm-Dyck
- Pereskia conzattii Britton & Rose
- Pereskia nicoyana F.A.C. Weber
- Pereskia opuntiiflora DC.
- Pereskia pititache Karw. ex Pfeiff.
- Pereskiopsis autumnalis Eichlam
- Pereskiopsis opuntiiflora (DC.) Britton & Rose
- Pereskiopsis pititache (Karw. ex Pfeiff.) Britton & Rose
- Rhodocactus autumnalis (Eichlam) F.M. Knuth
- Rhodocactus conzattii (Britton & Rose) F.M. Knuth
- Rhodocactus lychnidiflorus (DC.) F.M. Knuth
- Rhodocactus nicoyanus (F.A.C. Weber) F.M. Knuth[8]